# Central térmica Compostilla II
La Central térmica Compostilla II era una instalación termoeléctrica de ciclo convencional alimentada por carbón, situada junto al río Sil en el término municipal de Cubillos del Sil, en la provincia de León (España). Constaba de 4 grupos térmicos (tras el desmantelamiento del grupo 1) que generan 1341 MW. Era propiedad de la empresa Endesa, y debe su nombre a la antigua central de Compostilla, a la que sustituyó, y que se ubicaba en la cercana localidad de Ponferrada.
En noviembre de 2018, dentro de la campaña de cierre de las centrales térmicas de carbón en España, Endesa anunció el cierre de la central de Compostilla y la de Andorra para enero de 2020. El 30 de junio de 2020 se procedió a su desconexión de la red eléctrica, publicado en el BOE de 9 de julio de 2020

## Historia
Compostilla I fue la primera planta de producción de Endesa, y fue inaugurada a principios de los años 50 en Ponferrada. En la década de los 60 se creó Compostilla II, puesta en marcha en 1972 y la segunda en importancia de España, por detrás de la central térmica de Puentes de García Rodríguez. Para su refrigeración, se construyó también el embalse de Bárcena en el curso del Sil. Disponía de dos chimeneas principales de 270 y 290 m de altura respectivamente, y dos torres de refrigeración.
Diseñada en un principio para el consumo de carbón procedente de las cuencas de El Bierzo y Laciana, tuvo un considerable incremento del consumo de carbón de importación y de coque de petróleo, con un alto nivel contaminante. El 70% del carbón empleado fue nacional; el mayor proveedor de la central fue la carbonera Coto Minero Cantábrico, con 2 000 000 de toneladas de carbón al año.
Los grupos 3, 4 y 5 disponían de desulfuraciones por vía húmeda para eliminar el SO2 de los gases de combustión. La desulfuración del grupo 3 era de tecnología Alstom y la de los grupos 4 y 5 (en parte común para ambos, aunque con dos absorbedores) Mitsubishi, al igual que las turbinas.
En 2008, Endesa anunció su intención de sustituir los grupos 1 (ya fuera de servicio), 2 y 3 por sendos ciclos combinados de gas natural, obra que pretendía ejecutar entre 2011 y 2018, y con la que pretendía modernizar sus instalaciones y adaptarse a las nuevas normas de impacto ambiental reduciendo el consumo de carbón, con lo que conseguirá además el doble de la potencia inicial. En febrero de 2009 recibió el permiso oficial para el inicio de las obras. En 2016 se dejó sin efecto la autorización administrativa concedida en 2010 tras más de 6 años sin presentar los avales necesarios para la realización de la obra.
En 2007, la central contaba con 238 empleados, que unidos a los empleos indirectos que proporcionaba, la convertían en una de las industrias más importantes de la zona. No obstante, fue también la 5.ª central de carbón más contaminante de España, según datos de Greenpeace.
En abril de 2012 se inauguró un novedoso sistema contraincendios, basado en la utilización de Novec 1230, con la peculiaridad de no ser perjudicial para la capa de ozono y no estar vetado por el Protocolo de Kioto.

### Cierre y demolición
En febrero de 2016 se autorizó el cierre definitivo del grupo 2.
En noviembre de 2018, dentro del proceso de cierre de las centrales térmicas de carbón en España, Endesa solicitó el cierre de las centrales de Andorra y Compostilla II para junio de 2020. El 30 de junio de 2020 se procedió a su desconexión definitiva de la red eléctrica, publicado en el BOE de 9 de julio de 2020.
En 2022 como culminación del cierre y desmantelamiento de la central, se propuso la demolición de las dos torres de refrigeración y la chimenea del grupo III para el 1 de diciembre de ese mismo año. No obstante la reclamación como Bien de Interés Cultural como patrimonio industrial por parte de los partidos políticos locales por medio de la Junta de Castilla y León para su aprovechamiento como centro cultural y museístico, paralizó su voladura hasta el 26 de enero de 2023. Llegada esa fecha, otro recurso por parte de la Junta de Castilla y León, volvió a posponer dicha voladura. Finalmente, se demolieron el 31 de agosto de 2023.

## Datos técnicos

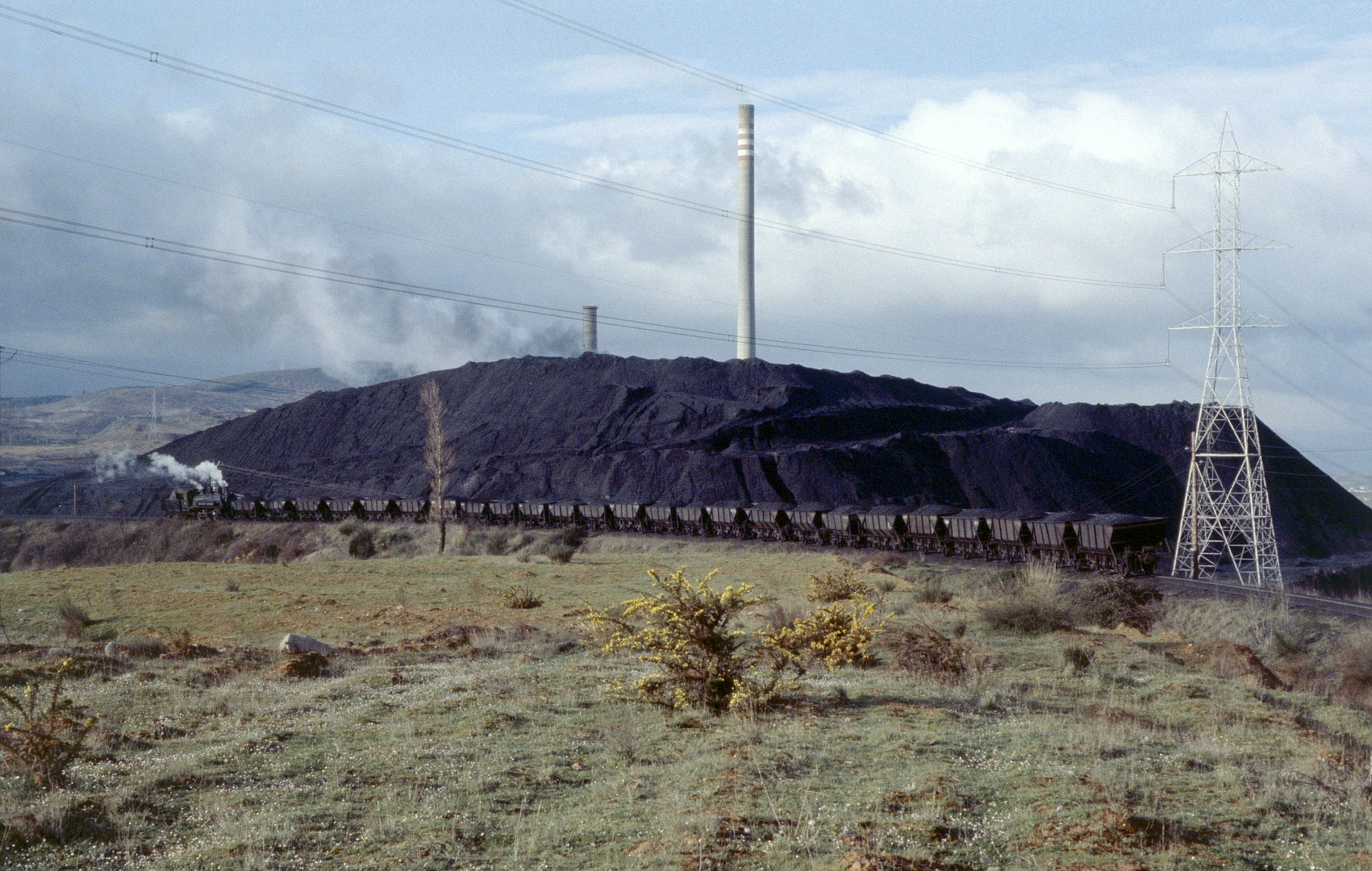
Durante mucho tiempo, la central térmica estaba suministrada por el ferrocarril de Ponferrada a Villablino.

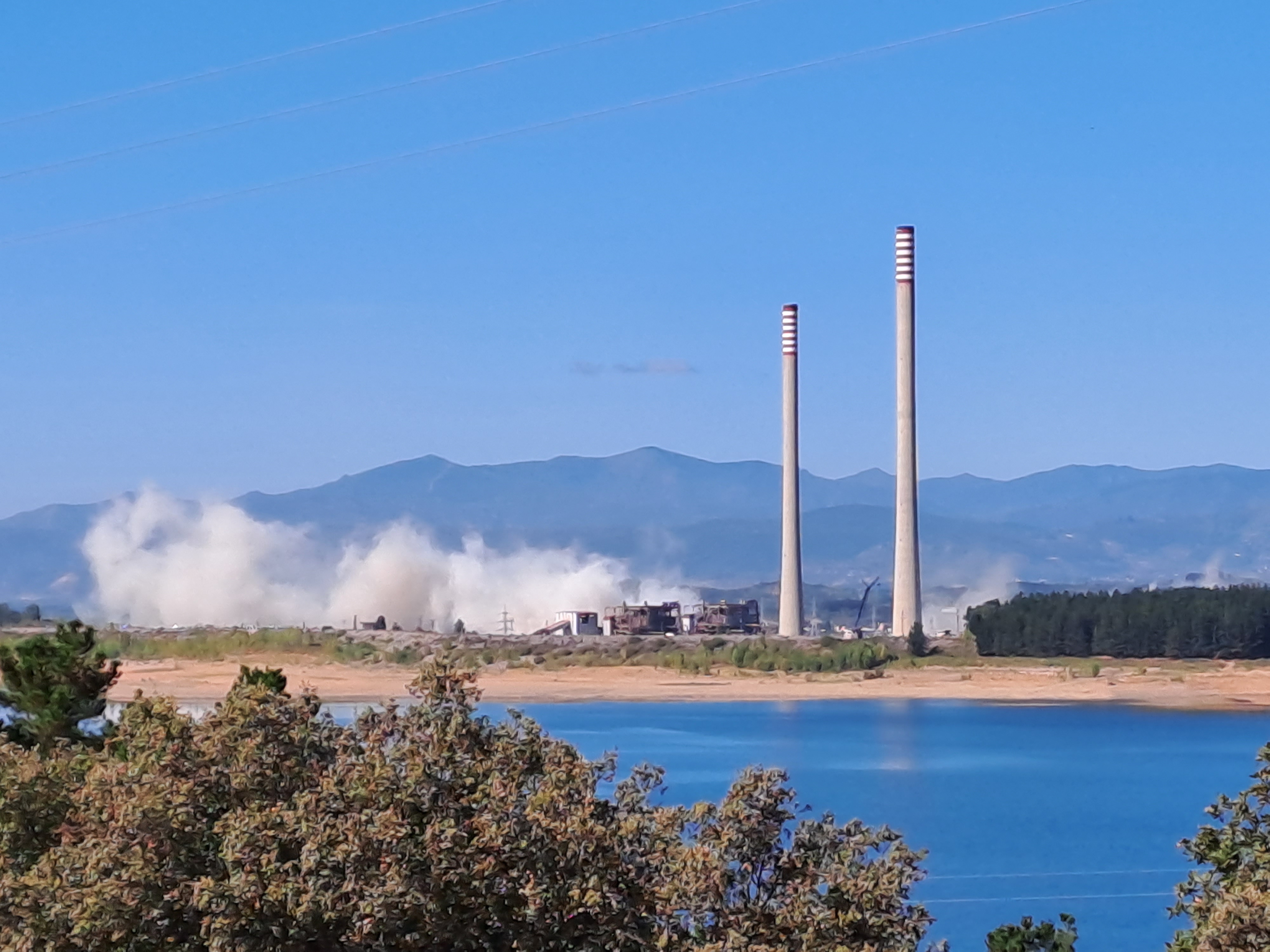
Demolición de las torres de refrigeración y chimenea a finales de agosto de 2023.

Esta central térmica disponía de cuatro grupos de generación.

### Grupo II
- General
  - Potencia por grupo: 147,9 MW.
  - Año de puesta en servicio: 1966.
- Caldera
  - Fabricante: Foster Wheeler.
  - Caudal de vapor principal: 429 t/h.
  - Presión del vapor inicial: 134 bar.
  - Presión del vapor recalentado: 33,8 bar.
  - Temperatura del vapor principal: 541 °C.
  - Temperatura vapor recalentado frío: 362 °C.
- Condensador
  - Fluido refrigerante y procedencia: Agua en circuito abierto.
- Turbina
  - Fabricante: Westinghouse.
  - Velocidad de régimen: 3000.
- Alternador
  - Fabricante: Westinghouse.
  - Potencia: 139,13 MVA.
  - Tensión en bornes: 14,2 kV.
  - Factor de potencia: 0,85.
  - Intensidad nominal del estátor: 5.356 A.

### Grupo III
- General
  - Potencia por grupo: 337,2 MW.
  - Año de puesta en servicio: 1972.
- Caldera
  - Fabricante: Foster Wheeler.
  - Caudal de vapor principal: 1013 t/h.
  - Presión del vapor inicial: 167 bar.
  - Presión del vapor recalentado: 42 bar.
  - Temperatura del vapor principal: 540 °C.
  - Temperatura vapor recalentado frío: 359 °C.
- Condensador
  - Fluido refrigerante y procedencia: Agua en circuito abierto.
- Turbina
  - Fabricante: Mitsubishi.
  - Velocidad de régimen: 3000.
- Alternador
  - Fabricante: Westinghouse.
  - Potencia: 139,13 MVA.
  - Tensión en bornes: 18 kV.
  - Factor de potencia: 0,9.
  - Intensidad nominal del estátor: 11.836 A.

### Grupo IV
- General
  - Potencia por grupo: 358,6 MW.
  - Año de puesta en servicio: 1981.
- Caldera
  - Fabricante: Foster Wheeler.
  - Caudal de vapor principal: 1100 t/h.
  - Presión del vapor inicial: 169 bar.
  - Presión del vapor recalentado: 44 bar.
  - Temperatura del vapor principal: 540 °C.
  - Temperatura vapor recalentado frío: 351,1 °C.
- Condensador
  - Fluido refrigerante y procedencia: Agua en circuito abierto.
- Turbina
  - Fabricante: Mitsubishi.
  - Velocidad de régimen: 3000.
- Alternador
  - Fabricante: Westinghouse.
  - Potencia: 390 MVA.
  - Tensión en bornes: 18 kV.
  - Factor de potencia: 0,95.
  - Intensidad nominal del estátor: 12.059 A.

### Grupo V
- General
  - Potencia por grupo: 355,9 MW.
  - Año de puesta en servicio: 1985.
- Caldera
  - Fabricante: Foster Wheeler.
  - Caudal de vapor principal: 1100 t/h.
  - Presión del vapor inicial: 176 bar.
  - Presión del vapor recalentado: 44 bar.
  - Temperatura del vapor principal: 540 °C.
  - Temperatura vapor recalentado frío: 351,1 °C.
- Condensador
  - Fluido refrigerante y procedencia: Agua en circuito abierto.
- Turbina
  - Fabricante: Mitsubishi.
  - Velocidad de régimen: 3000.
- Alternador
  - Fabricante: Westinghouse.
  - Potencia: 390 MVA.
  - Tensión en bornes: 18 kV.
  - Factor de potencia: 0,95.
  - Intensidad nominal del estátor: 12.059 A.